# Nur ad-Din
Nur ad-Din Mahmud,  även Nureddin, född 1118, död 1174, var en seldjukisk sultan av Syrien och Egypten.
Nur ad-Din Mahmud föddes i Aleppo den 11 februari 1118. Han var känd för sin goda skrivförmåga, läste mycket, memorerade hadither och hade kunskaper inom fiqh. Under sin ungdom utmärkte han sig inom militären och deltog i strider tillsammans med sin far, Imaduddin Zengi. Efter att hans far mördades av en av hans slavar, tog Nur ad-din tillsammans med några emirer makten över staden Aleppo. När hans äldre bror Sayf ad-din Gazi tog över huvudstaden Mosul och dess omgivningar delades Imaduddin Zengis rike till viss del. Under denna tid erövrade Nureddin några av städerna i norra Syrien och sydöstra Anatolien.

## Kampen mot korsfararna
Efter Imad ad-Din Zengis död gick staden Baalbek över till att styras av Damaskus Atabeglik, och stadsledaren Najm ad-din Ayyub som var far till Saladin, gick också in i Damaskus Atabegliks tjänst. Hans bror Sjirkuh stödde Nureddin Mahmud. Nur ad-Din Mahmud lyckades erövra städer som Artah och Kefarlath under sitt andra år som härskare, som tidigare hade kontrollerats av korsfararna.
När Joscelin II fick höra om Imad ad-Din Zengis död, erövrade han de yttre delarna av Urfa. De islamiska soldaterna som fortfarande höll ut i den inre borgen bad om hjälp från Nur ad-din Zengi. När Nur ad-din närmade sig flydde Joscelin och Urfa hamnade återigen i muslimska händer. Detta orsakade stor uppståndelse i Europa. Påve Eugenius III skickade brev till Frankrikes kung Ludvig VII och vissa riddare och uppmanade dem att starta ett nytt korståg. Således belägrade arméerna som deltog i det andra korståget Damaskus efter att ha förenats med inhemska korsfarare våren 1148. När ledarna i Damaskus bad om hjälp från Seyfeddin Gazi I tog han med sig sin bror Nur ad-Din Mahmud och gick för att hjälpa till. Nur ad-Din besegrade korstågsriddarna i Yağra, där de led ett svårt nederlag. Sayf ad-Din Gazi, Abbasidkalifen Muktafi-Liemrillah och seldjuksultanen Mesud I delade sedan upp de stora krigsbyten och fångarna som hade tagits.
Efter att Atabeg Sayf ad-Din Gazi I avled 1149 blev hans bror Kutb ad-Din Mavdud utsedd till efterträdare. Under denna tid kom Nur ad-Din Mahmud, som hade erövrat Sinjar, nära att hamna i krig med sin bror Kutb ad-Din Mavdud. Genom ansträngningar från Vesir Jamal ad-Din al-İsfahani, slöts fred genom att Sinjar lämnades till Kutb ad-Din Mavdud, medan Nur ad-Din Mahmud fick städerna Homs och Rable. Med detta avtal hamnade Sinjars skattkammare i Nur ad-Din Mahmuds händer. Samma år gjorde Nur ad-Din en omfattande attack mot Antakya och dess omgivningar. Många korsfarare dödades och några tillfångatogs. På återvägen överlämnades slottet Efâmiye nära Hama till honom.
Nur ad-Din Mahmud ledde en expedition för att ta områdena som hölls av Joscelin II. Han led en stor förlust och efter det gjorde han en överenskommelse med turkmenerna i regionen för att fånga Joscelin II. Nur ad-Din uppnådde sitt mål och höll Joscelin i Aleppo Castle tills hans död i maj 1150. Städerna och fästningarna han hade, som Antep, Tel Bâşir, Azâz, Tel Hâlid, Râvendân, Burcu'r-rasas, Bâre Hisarı, Kefersûd, Keferlâsa, Dülûk och Maraş erövrades av Nur ad-Din Mahmud, sultan Mesud I och beg av Artuklu Timurtaş år 1151.

## Död och arv
Nur ad-Din Mahmud tog Maraş och Göksun från Anadolu Seljukids 1173 men återlämnade städerna genom att göra en överenskommelse med Kilich Arslan II. Nur ad-Din dog 1174 i Damaskus av en halsböld. Hans son el-Melikü's-Sâlih İmâdüddin İsmâil efterträdde honom. Under denna tid började Saladin Ayyubi sakta erövra landet. Zengiderna kunde inte lyckas med att kämpa mot Saladin. När Ismail blev sjuk, ville han att hans land skulle ges till Izzeddin Masud, som var Musuls härskare. När han dog 1181 slutade Aleppogrenen. Det är känt att zengiderna kom från Avşar-stammen av Oghuz-folket. När zengidernas rike kollapsade flyttade en del av Afshar-folket härifrån och grundade karamaniderna.

## Personlighet
Nur ad-Din Mahmud Zanki var en rättvis härskare och fick smeknamnet "el-Emir'ul-Adil" (Rättvis härskare) av sitt folk. Nûreddin, som fick en bra utbildning som barn, använde en diplomatisk stil i statsstyrningen. Tack vare sin skickliga politik lyckades han ena muslimerna och förbereda marken för erövringen av Jerusalem som senare skulle genomföras av hans generaler, inklusive Saladin. Nur ad-Din var en visionär ledare som tänkte på framtiden när han fattade beslut. Han hade tre drömmar. Den första var att ena muslimerna för att etablera islamisk enhet - vilket han lyckades med under sin livstid. Hans andra dröm, att återerövra Jerusalem, uppfylldes av Saladin strax efter hans död. Hans sista dröm var att erövra Konstantinopel, vilket senare uppfylldes av den osmanska sultanen Mehmed II.
Nur ad-Din betonade vikten av utbildning. Han grundade utbildningsinstitutioner i städerna Damaskus, Aleppo, Hama, Homs och Baalbek. Han utbildade sina befälhavare både militärt och i politik, särskilt Saladin. Han begravdes i Nuriye Madrasa i Damaskus som han hade byggt. Det stora sjukhuset han byggde i Damaskus var en berömd medicinsk institution som betjänades av de mest kända läkarna i sin tid. Han grundade den första Dar-ül hadis, en hadis universitet, och donerade många böcker. Han grundade också ett observatorium och en solklocka. Han var religiös och skyddade lärda. Han läste Koranen med vördnad även i sitt högkvarter.
Han lyssnade på folks klagomål flera dagar i veckan. Han grundade en känslig underrättelseorganisation för att förhindra orättvisor och skydda statens intressen. Han använde också brevduvor för kommunikation. Han uppfyllde sina egna och sin familjs behov från sin egen egendom. Han tog bara andel av krigsbyte som godkändes av lärda, använde inte guld eller silver och bar inte kläder gjorda av siden.